# Corrado da Offida
Corrado da Offida (Offida, 1237 – Bastia Umbra, 12 dicembre 1306) è stato un religioso italiano appartenente all'Ordine dei frati minori; è venerato come beato dalla Chiesa cattolica.

## Biografia
Nato a Offida (Ascoli Piceno) nel 1237 circa, entrò quindicenne nell'Ordine dei frati minori.
Per umiltà interruppe ben presto gli studi teologici, pensando di essere chiamato ai servizi più umili, ai quali venne per questo destinato; infatti, fu frate cuciniere, questuante e portinaio.
Successivamente, per obbedienza ai superiori, accettò di riprendere gli studi teologici e di ricevere l'ordinazione sacerdotale, intraprendendo da questo momento il ministero della predicazione, riscuotendo fra la gente un successo inaspettato, di cui però non si inorgoglì.
Si rendeva disponibile al prossimo dovunque andasse, anche se preferiva i luoghi solitari più adatti alla contemplazione, come La Verna, dove san Francesco d'Assisi aveva ricevuto le stimmate, e dove visse per qualche tempo.
Durante la sua vita ebbe modo di conoscere personalmente alcuni dei primi compagni di san Francesco, fra cui frate Leone.
Fu guardiano nei conventi di Offida, Forano (convento di Forano - Appignano) e La Verna. Visse anche nel convento di San Francesco (XIII secolo) di Sirolo, dove conobbe il beato Pietro da Treia.
Morì il 12 dicembre 1306 a Bastia Umbra (Perugia), dove si trovava a predicare l'Avvento, in preparazione del Natale.
Il corpo venne sepolto nella Chiesa collegiata di Santa Croce in Bastia Umbra, da dove, nel settembre 1320, fu trafugato dai perugini e traslato insieme a quello del beato Egidio d'Assisi, nella Chiesa di San Francesco al Prato in Perugia, dove venne beatificato dal papa Pio VII, nel 1817.
Il 12 novembre 1994, le reliquie sono state traslate solennemente da Perugia ad Offida e collocate nel terzo altare di sinistra della Chiesa collegiata.